# كأس النرويج 1918
كأس النرويج 1918 (بالنرويجية: Norgesmesterskapet i fotball for menn 1918)‏ هو الموسم 17 من كأس النرويج. أشرف على تنظيمه اتحاد النرويج لكرة القدم، وكان عدد الأندية المشاركة فيه 16، وفاز فيه Kvik Halden FK ‏.